# Agios Minas (Dryopida)

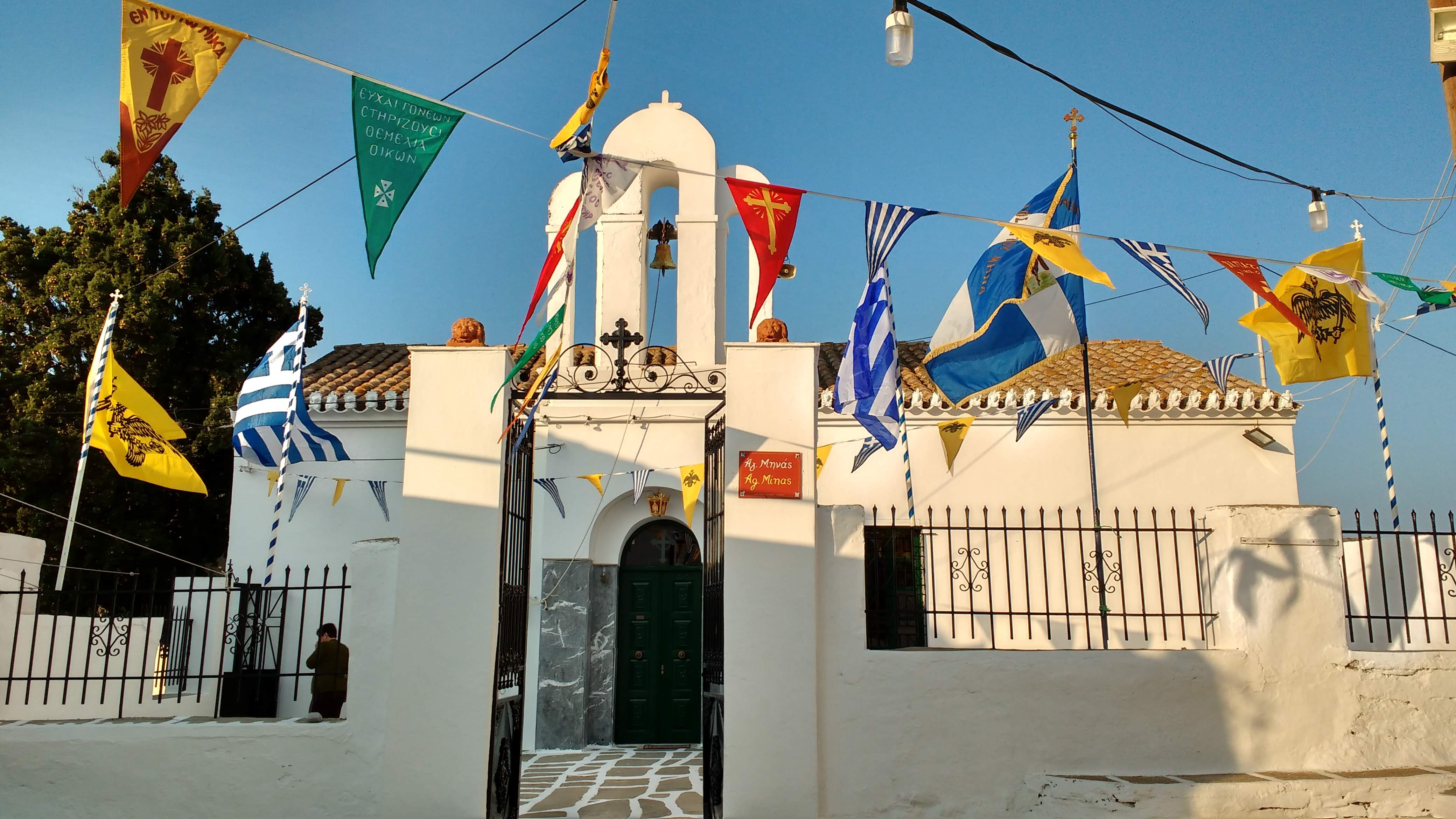
Agios Minas

Agios Minas (griechisch Άγιος Μηνάς) ist eine  dem Patronat des Heiligen Menas unterstellte Griechisch-orthodoxe Kirche in Dryopida auf der Kykladeninsel Kythnos.

## Beschreibung
Es handelt sich um eine einräumige Kirche mit einem Ziegeldach und einem Satteldach.  Die größtenteils verzierte Ikonostase ist aus Holz geschnitzt und stammt aus einer früheren Bauweise, die durch neuere Anbauten an den Enden ergänzt wurde. Es wird vermutet, dass sie von einer anderen kleineren Kirche nach Agios Minas gebracht wurde und in gutem Zustand ist. Im Inneren der Kirche befinden sich noch ein kunstvolles Epitaph und ein Despoten-Thron.
Sie ist seit 1987 als Denkmal der byzantinischen Kunst und der nachbyzantinischen Periode klassifiziert. Am 11. November wird das Patronatsfest gefeiert.